# Ludhiana
Ludhiana (Panjabi: ਲੁਧਿਆਣਾ) ist eine bedeutende Stadt (Municipal Corporation) im Bundesstaat Punjab in Indien mit 1,6 Millionen Einwohnern (Volkszählung 2011). Sie ist Hauptstadt des gleichnamigen Distrikts. Der Fluss Satluj lag früher nahe bei der Stadt, hat aber seinen Lauf mit der Zeit weiter nach Norden verlegt.

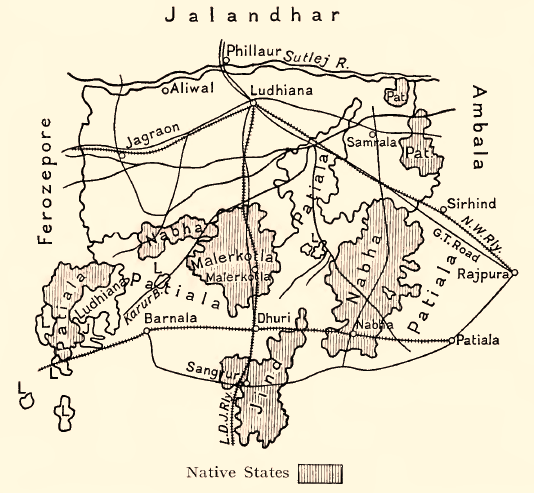
Der Distrikt Ludhiana 1911, mit den eingebetteten Fürstenstaaten

## Allgemeines
In der Industriestadt mit Stahl- und Textilindustrie werden Werkzeug- und Nähmaschinen, Mopeds, Fahrräder und landwirtschaftliche Geräte hergestellt. Sie ist ein Landhandelszentrum mit Getreidemarkt (Mandi) und ist ein wichtiger Umschlagspunkt im Güterverkehr. Saisonarbeiter aus anderen indischen Bundesstaaten treffen meist zuerst hier ein, bevor sie ihre weitere Reise fortsetzen. In der Umgebung wird bewässerte Landwirtschaft betrieben.
Ein schwerwiegendes Problem, verursacht durch die Industrieanlagen, die größtenteils trotz Verordnungen der Regierung bestimmte Umweltauflagen nicht erfüllen, ist der Smog, der über dem Großraum Ludhiana hängt und bei der Bevölkerung körperliche Krankheiten und Beschwerden wie z. B. Schweratmigkeit hervorruft.
Ludhiana ist kultureller Mittelpunkt des Gebietes mit Theater, Museen, Kinos und Galerien sowie Verkehrsknoten der Region (Straße, Eisenbahn, Flughafen). Die Grand Trunk Road, Verbindung zwischen den Städten Amritsar und Delhi, verläuft durch Ludhiana. 1895 wurde die Christliche Medizinische Hochschule eröffnet, im Jahre 1962 die Landwirtschaftliche Universität.
1480 ist Ludhiana von der Prinzessin Lodhi von Delhi gegründet worden. 1845 fand in der Stadt und deren Umgebung eine wichtige Schlacht im Ersten Sikh-Krieg statt.
Sehenswert sind die Bilwanwali-Masjid-Moschee und das Alawal-Khan-Mausoleum.
Der örtliche Fußballverein JCT Mills Football Club spielt in der ersten indischen Liga.

## Söhne und Töchter der Stadt
- Baldev Raj Chopra (1914–2008), Filmregisseur und -produzent
- Mukesh (1923–1976), Playbacksänger des Hindi-Films
- Shiv Raj Kumar Chopra (1931–1994), Paläoanthropologe
- Muhammad Ramzan Ali (* 1932), pakistanischer Weitspringer, Dreispringer und Sprinter
- Praveen Chaudhari (1937–2010), US-amerikanischer Physiker
- Ravinder N. Maini (* 1937), britischer Immunologe
- Yashpal Sharma (1954–2021), Cricketspieler
- Neena Gill (* 1956), britische Politikerin
- Sunil Mittal (* 1957), Unternehmer
- Sukhvinder Singh Namdhari (* 1965), Tablaspieler
- Juhi Chawla (* 1967), Schauspielerin
- Divya Dutta (* 1977), Schauspielerin
- Manjot Kaur (* 1989), Malerin
- Chandril Sood (* 1991), Tennisspieler
- Lakshit Sood (* 1991), Tennisspieler
- Ish Sodhi (* 1992), neuseeländischer Cricketspieler

## Klima
Die Klimakrise hat in weiten Teilen Indiens zu einer drastischen Verknappung des Trinkwassers geführt. Die ist in besonderem Maße in Ludhiana spürbar. So gehört die Stadt zu jenen 21 bedeutenden indischen Städten, deren Grundwasserreserven nach Berechnungen der Regierungsagentur NITI Aayog im Jahr 2020 vollständig aufgezehrt sein werden.
|                       | Jan  | Feb  | Mär  | Apr  | Mai  | Jun  | Jul   | Aug   | Sep   | Okt  | Nov  | Dez  |   |       |
| Mittl. Tagesmax. (°C) | 19,7 | 22,4 | 28,3 | 35,2 | 40,2 | 40,7 | 35,9  | 34,4  | 34,7  | 33,3 | 27,7 | 21,9 | ⌀ | 31,2  |
| Mittl. Tagesmin. (°C) | 6,2  | 8,4  | 13,1 | 18,8 | 23,9 | 27,1 | 26,7  | 25,9  | 23,7  | 17,6 | 10,6 | 6,6  | ⌀ | 17,4  |
|                       |      |      |      |      |      |      |       |       |       |      |      |      |   |       |
| Niederschlag (mm)     | 30,6 | 34,1 | 28,7 | 14,9 | 14,7 | 52,0 | 200,2 | 174,3 | 108,4 | 19,8 | 5,4  | 15,6 | Σ | 698,7 |
|                       |      |      |      |      |      |      |       |       |       |      |      |      |   |       |
| Regentage (d)         | 2,9  | 3,5  | 4,8  | 3,9  | 3,9  | 4,5  | 11,9  | 10,7  | 5,7   | 1,1  | 1,5  | 2,1  | Σ | 56,5  |

| 6,2 |

| 8,4 |

| 13,1 |

| 18,8 |

| 23,9 |

| 27,1 |

| 26,7 |

| 25,9 |

| 23,7 |

| 17,6 |

| 10,6 |

| 6,6 |

| 6,2 |

| 8,4 |

| 13,1 |

| 18,8 |

| 23,9 |

| 27,1 |

| 26,7 |

| 25,9 |

| 23,7 |

| 17,6 |

| 10,6 |

| 6,6 |